# Silvia Monti
Silvia Monti, talvolta accreditata con il vero nome Silvia Cornacchia (Venezia, 23 gennaio 1946), è un'attrice italiana che è stata attiva nel cinema e nella televisione nella prima metà degli anni settanta.

## Biografia
Debutta sul grande schermo nel 1969 in una piccola parte del film Fräulein Doktor di Alberto Lattuada. Nello stesso anno si fa notare in pellicole come Metti, una sera a cena di Giuseppe Patroni Griffi, Il cervello di Gérard Oury e Sai cosa faceva Stalin alle donne? di Maurizio Liverani.
Partecipa con ruoli importanti a molti film dal buon successo commerciale come Il corsaro nero (1971) di Lorenzo Gicca Palli, Una lucertola con la pelle di donna (1971) di Lucio Fulci, Giornata nera per l'ariete (1971) di Luigi Bazzoni, Afyon - Oppio (1972) di Ferdinando Baldi.
Ma mentre la sua carriera è sempre più proiettata verso il successo, con ruoli da comprimaria in film come Sono stato io! (1973) di Lattuada, Finché c'è guerra c'è speranza (1974) di Alberto Sordi e Milano: il clan dei calabresi (1974) di Giorgio Stegani, decide, inaspettatamente, di abbandonare le scene.

## Vita privata
Sposa il conte e imprenditore Luigi Donà dalle Rose con cui ha due figli, Leonardo e Una; la coppia si separa nel 1994. Il 10 luglio 1997 si risposa con l'imprenditore Carlo De Benedetti, col quale si trasferisce a vivere a Lugano, in Svizzera.

## Filmografia

### Cinema
- Fräulein Doktor, regia di Alberto Lattuada (1969)
- Il cervello (Le cerveau), regia di Gérard Oury (1969)
- Metti, una sera a cena, regia di Giuseppe Patroni Griffi (1969)
- Sai cosa faceva Stalin alle donne?, regia di Maurizio Liverani (1969)
- Il delitto del diavolo, regia di Tonino Cervi (1970)
- Una lucertola con la pelle di donna, regia di Lucio Fulci (1971)
- All'ovest di Sacramento (Le juge), regia di Federico Chentrens e Jean Girault (1971)
- Il corsaro nero, regia di Lorenzo Gicca Palli (1971)
- Giornata nera per l'ariete, regia di Luigi Bazzoni (1971)
- Racconti proibiti... di niente vestiti, regia di Brunello Rondi (1972)
- Afyon - Oppio, regia di Ferdinando Baldi (1972)
- Metti... che ti rompo il muso, regia di Giuseppe Vari (1973)
- Peccato d'amore (Lady Caroline Lamb), regia di Robert Bolt (1973)
- Sono stato io!, regia di Alberto Lattuada (1973)
- ¡Qué cosas tiene el amor!, regia di Germán Lorente (1973)
- La mano spietata della legge, regia di Mario Gariazzo (1973)
- Il domestico, regia di Luigi Filippo D'Amico e Ary Fernandes (1974)
- Milano: il clan dei calabresi, regia di Giorgio Stegani (1974)
- Finché c'è guerra c'è speranza, regia di Alberto Sordi (1974)

### Televisione
- Non cantare, spara, regia di Daniele D'Anza – miniserie TV (1968)

## Doppiatrici italiane
- Rita Savagnone ne Il cervello, Giornata nera per l'ariete, Racconti proibiti... di niente vestiti, Afyon - Oppio
- Vittoria Febbi ne La mano spietata della legge, Finché c'è guerra c'è speranza
- Flaminia Jandolo in Una lucertola con la pelle di donna
- Ada Maria Serra Zanetti ne Il corsaro nero